# Zaffiro di Sant'Edoardo

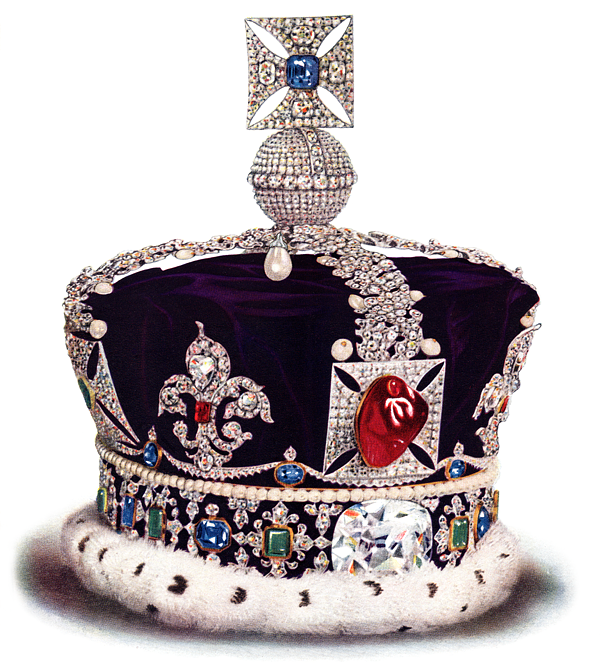
Lo Zaffiro di Sant'Edoardo nella croce in cima della Corona Imperiale di Stato

Lo zaffiro di Sant'Edoardo è una pietra preziosa facente parte dei Gioielli della Corona inglese. La pietra prende il nome dal re anglosassone Edoardo il Confessore, che la incastonò nel suo anello intorno al 1042 in occasione della sua incoronazione. La gemma sopravvisse quindi ai secoli, ma scomparve durante il governo di Oliver Cromwell. Lo zaffiro venne ritrovato e intagliato nelle forme attuali sotto re Carlo II e, sotto la regina Vittoria, la pietra fu incastonata al centro della croce posta alla sommità della corona imperiale di Stato.

## Leggenda di San Giovanni
Secondo una leggenda, il re Edoardo aveva grande rispetto per san Giovanni Evangelista ed era noto per la sua carità verso i poveri. Un giorno, sulla via dell'Abbazia di Westminster, Edoardo venne affiancato da un mendicante e subito il re cercò nella propria borsa del denaro da donare al povero. Non trovando nulla, senza esitazione si sfilò il prezioso anello dal dito e lo diede all'uomo che, ringraziando, si allontanò da lui.
Molti anni dopo, Edoardo ricevette la visita di due pellegrini provenienti dalla Terra Santa i quali asserivano che fosse apparso a loro san Giovanni Evangelista e che questi gli avesse detto di aver ricevuto l'anello anni prima dalle mani del re, mentre egli era travestito da mendicante. Ad essi perciò il santo aveva dato ordine di restituire l'anello al re, dal momento che la sua buona condotta era stata sufficientemente provata. Dissero anche che san Giovanni Evangelista avrebbe visitato Edoardo in paradiso sei mesi dopo: esattamente sei mesi dopo questo dialogo coi due pellegrini, Edoardo morì.